# تيري كرولي (لغوي)
تيري كرولي (بالإنجليزية: Terry Crowley)‏ هو لغوي نيوزيلندي، ولد في 1 أبريل 1953، وتوفي في 15 يناير 2005.